# Bérard et Cie
Bérard et Cie war ein französischer Hersteller von Automobilen.

## Unternehmensgeschichte
C. Bérard gründete 1900 das Unternehmen in Marseille und begann mit der Produktion von Automobilen. 1901 endet die Produktion. Insgesamt entstanden etwa 20 Fahrzeuge.

## Fahrzeuge
Das einzige Modell war mit einem Zweizylindermotor ausgestattet. Besonderheit war, dass das Unternehmen den Motor selber herstellte.